# CKY Crew
CKY Crew (Camp Kill Yourself Crew) – grupa przyjaciół i krewnych Bama Margery, większość z nich pochodząca z West Chester w stanie Pensylwania lub okolic. Część ekipy jest profesjonalnymi skaterami, reszta to ludzie zaangażowani w obsługę kamer oraz montaż rozmaitych projektów Bama, takich jak seria filmów CKY, programy Jackass, Viva la Bam i Bam’s Unholy Union, filmy Haggard, Minghags i Where the #$&% is Santa?.

## Rodzina Margerów
- Bam Margera
- April Margera – mama Bama.
- Phil Margera – tata Bama.
- Vincent Margera – znany też jako "Don Vito". Wujek Bama.
- Jess Margera – Brat Bama. gra na perkusji w zespole Gnarkill, Viking Skull i CKY. Jess był drużbą na ślubie Bama.
- Darlene Margera – znana też jako "Mum-Mum" lub "Mom-Mom". Jest matką Phila i Vincenta, teściową April oraz babcią Jessa i Bama. Pojawiła się kilka razy w Viva la Bam, Bam’s Unholy Union i filmach CKY.
- Phillip Margera Sr. – znany też jako "Pop-Pop". Ojciec Phila i Vincenta. Pojawił się w Viva la Bam, Bam’s Unholy Union, Haggard: The Movie oraz Minghags. Przypisuje się mu nadanie przezwiska "Bam" swojemu wnukowi[1].

## Główni członkowie
- Ryan Dunn – przyjaciel Bama. Był częścią ekipy CKY i Jackass. Razem z Margerą wzięli udział w rajdzie Gumball 3000 trzy razy, w latach 2005, 2006 i 2008. Gra główną rolę w filmie Haggard: The Movie. Był jednym z drużb na weselu Bama. Pojawia się w filmie Minghags.
- Brandon DiCamillo – przyjaciel Bama. Przypisuje mu się pomysł kaskaderskiego numeru zwanego "Shopping Carts" i wielu innych wyczynów z Jackassa i filmów CKY. Był jednym z drużb na weselu Bama. Razem z Yohnem prowadził program Blastazoid oraz pojawili się w filmie Raba pt. Hotdog Casserole.
- Rake Yohn (prawdziwe imię Edward Carl Webb) – przyjaciel Bama. Jest znany z długich włosów. Pracuje w laboratorium chemicznym. Wraz z DiCamillo prowadził program Blastazoid oraz pojawili się w filmie Raba pt. Hotdog Casserole.
- Raab Himself (prawdziwe imię Chris Raab) – przyjaciel Bama. Pojawił się we wszystkich filmach CKY. Po zakończeniu programu Viva la Bam, z niewyjaśnionych powodów przeniósł się z West Chester do Plymouth w stanie Massachusetts. Wydał swój własny film pt. Hotdog Casserole w 2008.

## Inni
- Chris Aspité – profesjonalny skater, muzyk i scenarzysta. Jest współautorem scenariusza do filmu Haggard.
- Dave Battaro – znany też jako Lord Battaro. Przyjaciel Bama. Mieszkał wcześniej razem z DiCamillo. Grał "Mustard Man" w CKY4.
- Matt Cole – znany też jako "Shitbird". Wujek Bama ze strony April. Gra na gitarze w zespole Gnarkill. Pojawił się Bam’s Unholy Union oraz regularnie występuje w Radio Bam. Był jednym z drużb na weselu Bama. Pojawił się również w filmie "Where The #$&% is Santa?".
- Dave Decurtis – znany też jako Naked Dave. Pojawił się w projektach Bama nago (stąd przezwisko).
- Jason Ellis – profesjonalny skater. Pojawił się w programie Viva la Bam i filmie Haggard. Prowadził program w Spike TV zatytułowany The Wild World of Spike, obecnie jest gospodarzem programu Jason Ellis Show.
- Joseph Frantz – "prawa ręka" Bama podczas kręcenia filmów i teledysków. Przed spotkaniem Margery wyreżyserował, zmontował i wystąpił w krótkim filmie pt. "The Best". Wraz z Margerą wyreżyserował i wyprodukował teledyski dla zespołu HIM, film Haggard oraz Minghags. Występował także w programie Blastazoid.
- Ryan Gee – znany też jako "Shitgoose", "The Gill". Jest profesjonalnym fotografem, robi zdjęcia Bama dla magazynów i jego projektów. Regularnie pojawia się w Radio Bam.
- Kerry Getz – profesjonalny skater. Znany ze swoich napadów wściekłości podczas jazdy na deskorolce.
- Chad I. Ginsburg – gitarzysta zespołu CKY. Był jednym z drużb na weselu Bama. Zajmuje się mikserem w Radio Bam.
- Tim Glomb – przyjaciel Bama. Wykwalifikowany cieśla i konstruktor budowlany, w szczególności w budowaniu skateparków. Pojawił się kilkukrotnie w Viva la Bam, gdzie w pierwszym odcinku wybudował rampy wewnątrz i na zewnątrz domu Bama.
- Bracia Chris i Mark Hanna – Chris był zaangażowany w pracę Bama i zarządzał zespołem CKY podczas trasy Viva La Bands. Obydwoje byli sąsiadami Margery. Mark jest dobrym przyjacielem Bama. Pojawił się w Viva la Bam oraz w filmach "Haggard", "Minghags" i "Where the #$&% is Santa".
- Tony Hawk – znany też jako Birdman. Legenda profesjonalnego skateboardingu. Pojawił się kilkakrotnie w Viva la Bam.
- Terry Kennedy – znany też jako Compton Ass Terry. Profesjonalny skater. Pojawił się w Viva la Bam oraz Minghags.
- Mike Maldonado – profesjonalny skater. Pojawił się w filmach CKY.
- Deron Miller – wokalista i gitarzysta zespołu CKY.
- Brandon Novak – przyjaciel Bama. Były profesjonalny skater.
- Tim O’Connor – skater i przyjaciel Bama. Pojawił się w wielu odcinkach Viva la Bam oraz w filmach CKY. Był trenerem w programie Made kanału MTV.
- Lendon Pridgen – przyjaciel Brandona Dicamillo i Rake Yohna. Pojawił się w Minghags.
- Mike Vallely – profesjonalny skater. Pojawił się w kilku filmach CKY i odcinkach Viva la Bam.
- Art Webb – brat Rake Yohna. Jest nazywany "Art Webb 1986" ponieważ uwielbia muzykę z tego roku.